# Europejski Dzień Żałoby

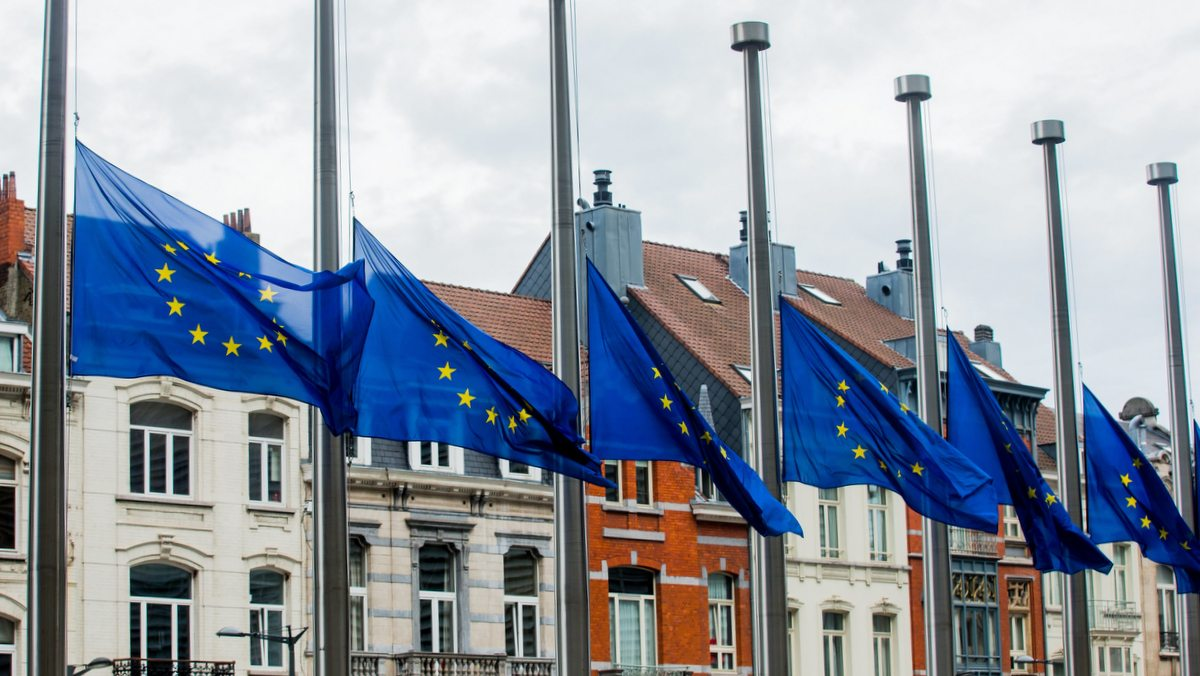
Flaga Unii Europejskiej opuszczone do połowy masztu.

Europejski Dzień Żałoby – żałoba ogłaszana przez unijne instytucje (Rada Europejska czy Komisja Europejska) z powodu śmierci wybitnej osobistości lub wielkiej katastrofy. Różni się od żałoby narodowej.

## Lista ogłoszeń dni żałoby w UE
- 14 września 2001 – dzień żałoby dla upamiętnienia ofiar zamachu terrorystycznego na World Trade Center i Pentagon (2996 ofiar, 6291 rannych) – uczczono pamięć ofiar 3 minutami ciszy[1]
- 12 kwietnia 2010 – dzień żałoby dla upamiętnienia ofiar Katastrofa polskiego samolotu Tu-154 w Smoleńsku, gdzie zginęli Prezydent Rzeczypospolitej Polskiej Lech Kaczyński wraz z małżonką Marią Kaczyńską oraz ostatni prezydent Rzeczypospolitej Polskiej na uchodźstwie Ryszard Kaczorowski (96 ofiar) – uczczono pamięć ofiar minutą ciszy[2]
- 13 listopada 2015 – dzień żałoby dla upamiętnienia ofiar zamachów terrorystycznych w Paryżu (137 ofiar, ponad 300 rannych) – uczczono pamięć ofiar minutą ciszy[3]